# Културни центар Панчева
Културни центар Панчева је градска установа Панчева за развој културе и уметности. Налази се у улици Војводе Живојина Мишића 4. Творац је неколико значајних фестивала и манифестација, које су груписане око визуелног (Бијенале уметности, Салон уметности Панчева и Нове технологије) и музичког програма (Jazz, ETHNO.COM и Мајски гала концерт). Многе од њих имају елементе мултимедијалног, а међу таквима је и Бијенале уметничког дечијег израза.
Реализује широк спектар активности: филмске, сценске и музичке програме, галерије, програм за децу, промоције и трибине. Уредништво чине Немања Богданов, Владимир Протић, Мирослава Матијевић, Слободан Танасијевић, Ивана Маркез Филиповић, Бранислав Радовановић, Марија Самарџић, Моника Хусар Токин, Лидија Кочевски и Зоран Петковић.

## Историја
Златно доба панчевачког театра биле су четрдесете године 19. века када је Никола Ђурковић основао позоришну дружину са свим карактеристикама сталног позоришта. Од 50-их година, па све до слома монархије 1918, на панчевачкој сцени наступали су путујући театри са представама на српскохрватском, мађарском и немачком језику.
Почетком 1945. године професионално позориште које ради у Панчеву постаје секција Војвођанског позоришта у Новом Саду. Решењем Комисије за експропријацију Градског народног одбора, зграда трговца Оскара Фишгрунда је одузета октобра 1947. године, као општенародна имовина, а за потребе позоришта. Исте године 28. децембра завршена је позоришна зграда која је садржала 600 седишта и балкон. Ово здање је данас познато као Културни центар Панчева. Уметнички ансамбл тада је бројао око 25 чланова, а у појединим периодима било је запослено и преко 70 људи. У времену 1944—1956. одржано је близу 2000 позоришних представа на матичној сцени, и 425 гостовања.
Одлуком Народног одбора општине 28. фебруара 1956. године укида се Народно позориште и претвара у Дом културе. Институција је добила име Центар за културу „Олга Петров” Панчево. У наредним годинама позоришни живот се одвијао успорено, ретка гостовања других позоришта требала су да створе утисак да културне понуде има, а спорадични концерти класичне музике, који су се најчешће одвијали у Великој галерији, данашњој Галерији савремене уметности, имали су искључиво образовни карактер (најчешће су наступали ученици музичке школе).
Осамдесетих година прошлог века се отвара дечија сцена, путујућа луткарска трупа и 1988. дечије позориште „Трубач” при Културном центру.
Деведесет године прошлог века извршена је реконструкција зграде (капацитет дворане је 380 седишта, уклоњени су балкони, реновирани су фоаје и билетарница) и Центар за културу „Олга Петров” мења назив у Центар за културу Панчева. У продукцијском смислу се више окреће ликовној сцени и то кроз манифестацију Панчевачка изложба југословенске скулптуре која временом мења назив у Бијенале визуелних уметности, да би 2006. још једном променила име у Бијенале уметности.
Почев од 2006. године, још једном се мења назив у Културни центар Панчева. Од тада до данас се појачава инвестициона активност, и као резултат тога крајем 2006. године гради се нова зграда изабинског простора. Истовремено, Културни центар почиње да ствара сопствену продукцију, пре свега на плану позоришта, оснивањем дечје сцене „Пођи туда...”., шири своје делатности на област издаваштва и постпродукције, остварује сарадњу са успешним позориштима у земљи и реализује више копродукцијских представа, и за своје програме постаје носилац бројних признања, попут награде „Артмагазина” за најбољу галерију за 2009. годину и многих других.

## Репертоар
Последњих година Културни центар Панчева реализује на годишњем нивоу више од 1000 различитих програмских садржаја. Центар за економска истраживања из Београда их је уврстио у ред најбољих институција у Србији 2013—2014. године.
На пољу драмског стваралаштва је реализована копродукција са Народним позориштем. Представа „Мајка Храброст” Бертолда Брехта, у режији Ане Томовић са Душанком Стојановић Глид у насловној улози била је позоришни догађај сезоне.
На пољу ликовног стваралаштва одржано је 16. Бијенале визуелних уметности „Линије времена – документи 1981—2012.” које је представило радове преко седамдесет уметника из земље и иностранства. За ту прилику подигнута је и галерија од 52 квадратна метра позната као Стаклени павиљон испред Народног музеја, а који је трајно постављен у Народној башти.
На пољу музичког старалаштва одржана су три фестивала: Џез фестивал, Ethno.com и Класик фест. Окупили су водеће светске уметнике од којих су неки први пут наступали у Србији. Оборен је и рекорд по броју концерата, који је износио преко стотину, у последњих двадесет година рада институције. Снимљен је један документарни филм о историји Бијенала „Триптих о линији и времену”. Приказани су домаћи и страни филмови, одржан је циклус страног филма, као и рађене бројне радионице. Учествовали су у реализацији првог панчевачког филмског фестивала PAFF.
На пољу дечјег стваралаштва реализован је Бијенале уметничког дечијег израза. Покренута је израда прве стратегије у Србији о унапређењу дечјег стваралаштва 2015—2020.
Објављене су две монографске публикације: „Првих пола века”, монографија о раду Културног центра Панчева у протеклих педесет година и „Каталог 16. Бијенала”. Издаваштва су представљена у Хрватској и Северној Македонији и на 59. међународном сајму књига у Београду.